# Municipio de Colebrook (Pensilvania)
El municipio de Colebrook (en inglés: Colebrook Township) es un municipio ubicado en el condado de Clinton en el estado estadounidense de Pensilvania. En el año 2000 tenía una población de 179 habitantes y una densidad poblacional de 3.8 personas por km².

## Geografía
El municipio de Colebrook se encuentra ubicado en las coordenadas 41°12′30″N 77°29′49″O / 41.20833, -77.49694.

## Demografía
Según la Oficina del Censo en 2000 los ingresos medios por hogar en la localidad eran de $42,500 y los ingresos medios por familia eran de $44,583. Los hombres tenían unos ingresos medios de $30,625 frente a los $17,273 para las mujeres. La renta per cápita de la localidad era de $15,327. Alrededor del 6,3% de la población estaba por debajo del umbral de pobreza.